# PO-10
La PO-10 es una autopista urbana que le da el acceso al sur de la ciudad española de Pontevedra. Conecta con la AP-9, la carretera nacional N-550 y la carretera autonómica PO-542. Consta 1,7 kilómetros de longitud y la velocidad limita a 100 km/h (en el tramo final reduce a 50 km/h).
Esta autopista urbana forma parte de la AP-9 como segundo tramo inaugurado (Pontevedra Sur-Vigo) en el año 1981, se denominaba antiguamente como "Autovía de Ronda" (según el proyecto original, la denominación era "Enlace Pontevedra Sur"). Contado con el tramo siguiente, la autovía a Marín, permitiendo el acceso al puerto de Marín (PO-11).
Las características de esta autopista urbana tiene 2 carriles por sentido, desde el nudo de Salcedo hasta la rotonda de la PO-542. Cuenta con 1 rotonda (final del tramo), 2 nudos, uno de la AP-9 y otro de la carretera N-550 conocido como "Nudo de O Pino" y el enlace del centro comercial Carrefour Pontevedra (desde la N-550).

## Tramos
| Denominación | Tramo | Kilómetros | Año servicio        |
| ------------ | --- | ---------- | ------------------- |
| PO-10        | AP-9 PO-11 (Salcedo) - N-550 (Matalobos) Tramo original Nudo de Salcedo AP-9 Enlace centro comercial Carrefour Pontevedra                              | 1 - -      | 1981 1992 1998      |
| PO-10        | N-550 (Matalobos) - PO-542 EP-0002 (O Marco) Tramo original Remodelación Nudo de O Pino Glorieta de O Marco PO-542 Segunda remodelación Nudo de O Pino | 0,7 - -    | 1981 1998 2008 2013 |

## Trazado
| Velocidad | Esquema | Salida | Sentido O Marco (PO-542)                                                                | Carriles | Sentido Salcedo (AP-9) | Carretera      | Notas |
| --------- | ------- | ------ | --------------------------------------------------------------------------------------- | -------- | --- | -------------- | ----- |
|           |         |        | Comienzo de la Autopista de Acceso Sur a Pontevedra PO-10 Procede de: PO-11             |          | Fin de la Autopista de Acceso Sur a Pontevedra PO-10 Incorporación final: PO-11 Dirección final: PO-11 Marín puerto E-1 AP-9 Vigo E-1 AP-9 Santiago de Compostela | PO-11 E-1 AP-9 |       |
|           |         | 1      | Pontevedra Redondela Vigo                                                               |          | | N-550          |       |
|           |         |        | Sin enlaces                                                                             |          | Sin enlaces |                |       |
|           |         | 1      |                                                                                         |          | Pontevedra Vigo centro comercial | N-550          |       |
|           |         |        | juzgados estaciones FF.CC./BUS PO-542 PO-532 Puentecaldelas N-541 Orense EP-0002 Tomeza |          | Inicio de la Autopista PO-10 |                |       |